# Mastaba d'Akhethétep
Le mastaba d'Akhethétep se trouve à Saqqarah, prenant place au sein d'un complexe funéraire qui s'est bâti et complété à différentes époques.
Il a été découvert en 1903 par Georges Aaron Bénédite qui l'a fouillé et démonté pour être expédiée au Musée du Louvre où il est exposé. Des fouilles sont menées par le département des antiquités égyptiennes à partir de 1991 pour retrouver l'emplacement d'origine du mastaba et de sa chapelle.

## La chapelle d'Akhethétep

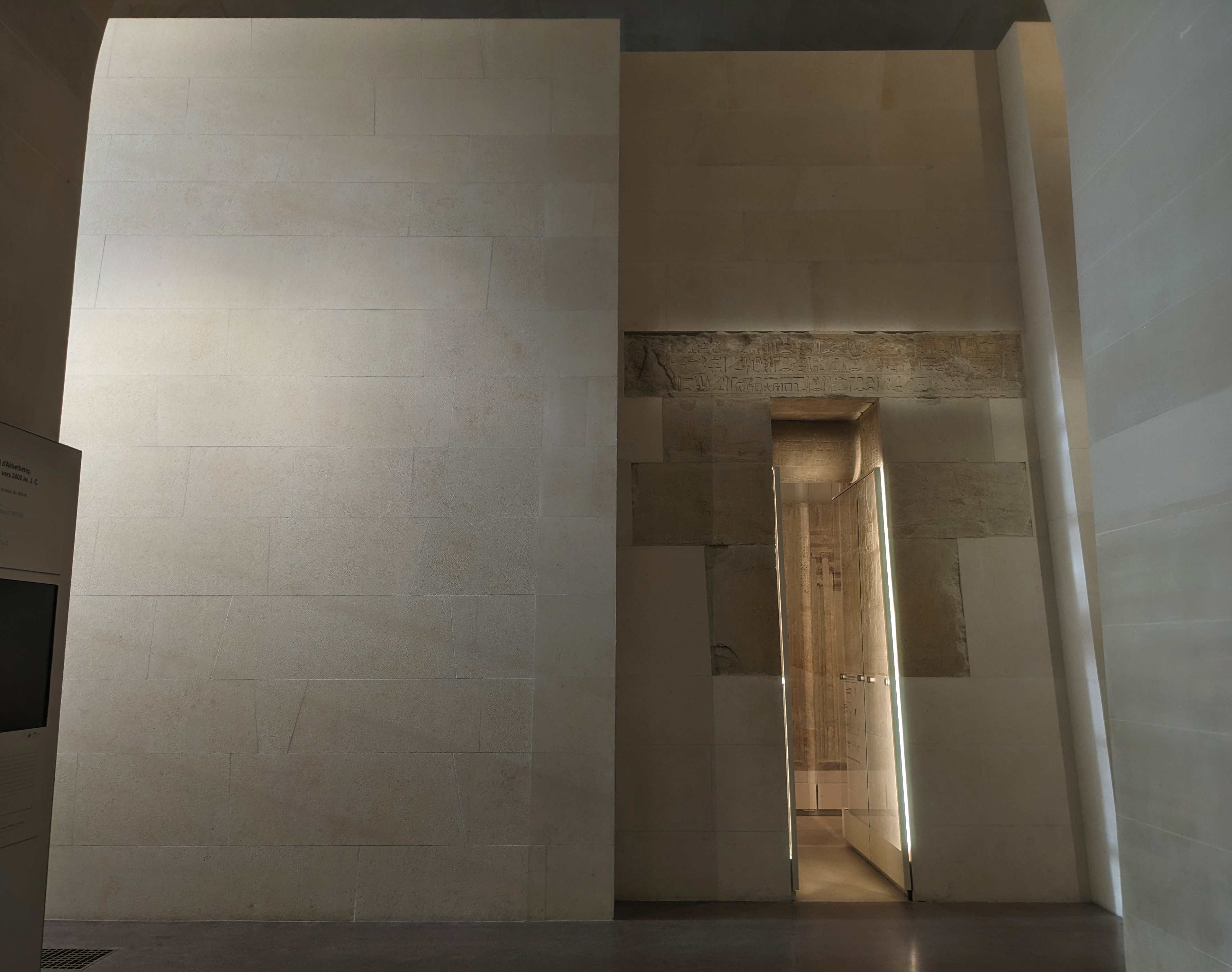
Chapelle du mastaba d'Akhethétep au musée du Louvre

Il s'agit de la partie cultuelle du mastaba qui restait accessible après les funérailles afin de présenter devant la stèle fausse porte du défunt les offrandes quotidiennes liées au culte funéraire.
Le monument, assez exigu, présente un décor pariétal complet comportant encore de nombreuses traces de la peinture qui recouvrait les reliefs. 
On y accède par une porte étroite surmontée du rouleau sur lequel est inscrit le nom du propriétaire. L'embrasure de la porte est décorée de reliefs, parmi lesquels la scène du transport des statues d'Akhethétep. L'intérieur forme une pièce rectangulaire de petites dimensions, dont la paroi gauche est percée d'un jour qui donnait autrefois sur le serdab du tombeau contenant les statues du défunt. Les scènes qui recouvrent cette paroi représentent Akhethétep assistant au défilé des offrandes funéraires qu'une longue procession de porteurs apporte afin de lui assurer sa subsistance dans l'au-delà. La paroi du fond est occupée par deux hautes  fausses portes figurant la façade du palais royal. L'ensemble était peint dans des couleurs vives qui imitaient le bois et les vanneries de cette double porte. 
Les autres parois montrent des scènes classiques, comme les travaux des champs, la chasse dans les marais ou le repas funéraire d'Akhethétep et les réjouissances qui devaient l'accompagner éternellement, scènes faisant face à la paroi du serdab.
Lors des travaux d'aménagements des salles du Louvre en 1985, des travaux de restauration et de consolidation ont été envisagés. L'analyse a permis de faire ressortir les caractéristiques techniques propres qui distinguent le mur des fausses-portes des trois autres parois. Le mur des fausses-portes est principalement constitué de grandes dalles de pierre, de formes régulières et symétriques par rapport à l'axe du mur, surmontées par une série de blocs plus petits ; les autres parois procèdent d'une conception différente, les blocs sont irréguliers, les pierres les plus massives sont placées au sol, comme soubassement.

## Les fouilles du Louvre
L'emplacement original et ce qui subsistait du mastaba d'Akhethétep a été retrouvé lors des fouilles du Louvre à Saqqarah entreprises de 1991 à 2007 et dirigées par Christiane Ziegler. 
Les archéologues l'ont partiellement dégagé durant huit années (1991-1999) : 32 m de longueur, 16,10 m de largeur, soit respectivement environ soixante et trente coudées égyptiennes ; la hauteur actuelle étant de 5,92 m, la hauteur initiale peut être estimée à environ 6,40 m.
La chapelle s'insérait donc dans un plus vaste ensemble qui comportait une entrée menant à un premier couloir débouchant sur une cour rectangulaire assez étroite présentant en façade du mastaba la porte de la chapelle aujourd'hui au Louvre et symétriquement de l'autre côté une fausse porte.
Les fouilles ont permis de retrouver un certain nombre d'éléments qui constituaient à la fois le matériel du culte d'Akhethétep comme les tables d'offrande ou les statues ainsi que les restes du viatique funéraire dans le caveau parmi lesquels on citera un vase canope en calcite avec son couvercle plat en calcaire. Parmi les statues découvertes aux alentours de la chapelle du mastaba, une retient particulièrement l'attention car elle représente un homme debout, sans doute Akhethétep, vêtu d'un costume sacerdotal portant une peau de panthère et l'insigne de la déesse Bat. 
Il a aussi été déterminé que le mastaba avait été pillé dès l'Antiquité et qu’il avait accueilli de nombreuses inhumations postérieures datant de la Basse époque.
Le 11 octobre 2016, le Musée du Louvre lance une campagne de dons pour reconstituer la chapelle du mastaba d'Akhethétep.